# USS O-16 (1918)
USS O-16 was een Amerikaanse onderzeeboot van de O-klasse gebouwd door de Amerikaanse scheepswerf California Shipbuilding Company uit Long Beach. De boot werd op 1 augustus 1918 in dienst genomen, door Amerikaanse marine, onder commandant luitenant-ter-zee W. M. Quigley. De boot is gebouwd voorafgaand aan de Amerikaanse deelname aan de Eerste Wereldoorlog, maar de boot kwam pas in de laatste maanden van de Eerste Wereldoorlog in dienst, waardoor hij weinig actie heeft gezien tijdens deze periode. In 1930 is de boot verschroot conform het Verdrag van Londen van 1930.